# Chaerophyllum astrantiae
Chaerophyllum astrantiae là một loài thực vật có hoa trong họ Hoa tán. Loài này được Boiss. & Balansa ex Boiss. mô tả khoa học đầu tiên năm 1872.